# Iglesia de San Gervasio del Castelló Sobirá
San Gervasio del Castelló Sobirá (más exactamente Sant Gervàs y San Protàs del Castelló Sobirà es una iglesia muy poco documentada a lo largo de la historia. A pesar de ser claramente de origen medieval, las primeras noticias que tenemos son de 1758, en una visita pastoral. En ese momento se la disputaban los párrocos de San Miguel de la Vall y de Santa María de Llimiana, el segundo de los cuales era el administrador en ese momento, en la provincia de Lérida.
En 1904 consta como capilla de San Miguel de la Vall, aunque la dependencia administrativa era del ayuntamiento de Llimiana.
Es una iglesia de una sola nave, recientemente restaurada en la zona presbiteral, con cabecera de un solo ábside semicircular, unido a la nave mediante un estrecho arco presbiteral. Dos arcosolios posiblemente posteriores a la primitiva construcción ocupan el lugar donde en otras iglesias hay las absidiolas que forman una cabecera trilobulada. El del sur tiene bóveda apuntada, el del norte, se construye una capilla gótica, cubierta con bóveda de crucería y acabada con una pequeña absidiola rectangular al norte.
La puerta es el muro norte (algo muy poco habitual en época medieval). Hay ventanas de doble derrame, en el ábside y poniente, así como la absidiola del norte, y otras de un solo derrame: en la misma absidiola norte y el arcosolio sur. Una ventana cruciforme se abre en la fachada de poniente.
El aparato es del siglo XII y principios del siglo XIII, con sillares bien cortados, recortados y pulidos, dispuestos en hileras regulares. La obra gótica de la absidiola norte, de los siglos XIV y XV, está resuelta de una forma muy parecida a la obra románica.